# Подолівський заказник
Подолівський — гідрологічний заказник місцевого значення в Україні. Розташований у межах Кролевецького району Сумської області, на схід від села Реутинці. 
Площею 193,7 га. Заснований у 2007 році. 
Заказник створений з метою збереження в природному стані заплави річки Реть з болотними та лучними масивами, що є регулятором водного режиму річки і рівня ґрунтових вод прилеглих територій.
Є місцем зростання рослинних угруповань, занесених до Зеленої книги (глечиків жовтих), місцем мешкання тварин, занесених до Червоної книги України (горностай), занесених до вропейського червоного списку (деркач), Бернської конвенції (синьошийка, річкова кобилочка, соловейко східний, вівсянка звичайна  та ін.)